# William O'Dwyer
William O'Dwyer (Bohola, 11 luglio 1890 – New York, 24 novembre 1964) è stato un politico e diplomatico irlandese naturalizzato statunitense, 100° sindaco di New York dal 1946 al 1950.

## Biografia
William O'Dwyer nel 1951 ha soggiornato per 34 giorni nello Stato di Israele. Egli inoltre ha contribuito ad organizzare il primo Israel Day Parade.
È morto a New York il 24 novembre 1964 a 74 anni al Beth Israel Hospital, a causa di un'insufficienza cardiaca. È stato sepolto nel Cimitero nazionale di Arlington.